# Perućac
Perućac (Servisch cyrillisch Перућац) is een plaats in de Servische gemeente Bajina Bašta. De plaats telt 845 inwoners (2002).
In Perućac bevindt zich een als werelderfgoed erkende necropolis met middeleeuwse stećci-grafstenen.